# Time Passes Slowly
Time Passes Slowly – piosenka skomponowana przez Boba Dylana, nagrana przez niego w czerwcu 1970 r. i wydana na albumie New Morning w październiku 1970 r.

## Historia i charakter utworu
Utwór ten był nagrywany na sesjach 2 i 4 do albumu 1 maja i 2 czerwca 1970 r. Podczas 1-majowej sesji w Columbia Studio B w Nowym Jorku dokonał nagrań takich utworów jak Sign on the Window (4 wersje), If Not for You, Time Passes Slowly (3 wersje), Working on the Guru i Went to See the Gypsy. Z tej sesji wydania doczekała się tylko wczesna wersja If Not for You na albumie The Bootleg Series Volumes 1–3 (Rare & Unreleased) 1961–1991. Na sesji czerwcowej w Columbia Studio E w Nowym Jorku, Dylan nagrał – oprócz albumowej wersji If Not for You: Alligator Man, Mary Ann (5 wersji), Rock a Bye My Sara Jane (3 wersje), Spanish Is the Loving Tongue, Mr. Bojangles (2 wersje) oraz Time Passes Slowly. Była to ostateczna wersja Time Passes Slowly.
Jak wyjaśnia to Dylan, piosenka ta (wraz z New Morning i Father of Night) została skomponowana do sztuki Archibalda MacLeisha The Devil and Daniel Webster. Producentowi sztuki przypadły do gustu się zarówno Time Passes Slowly, jak i New Morning. Jednak Father of Night nie spodobał się mu, więc artysta wycofał się z tego projektu.
Jest to melancholijna ballada z minimalistycznym akompaniamentem. Tak jak w Day of the Locusts wyeksponowany jest fortepian jako główny instrument, i to w większym nawet stopniu niż w poprzedniej piosence.
Piosenka wynikła z jego ówczesnej sytuacji rodzinnej, gdyż stał się ojcem, i to wydawało mu wystarczać. Jednak w kompozycji tej, mimo jej pastoralnego charakteru, czuć frustrację artysty, który czuje, że jego dotychczasowa muza nie jest mu już łaskawa. Siedząc nad strumieniem w Catskills wspomina także swoją ukochaną, jeszcze z okresu źycia w Hibbing w stanie Minnesota. Smutek Dylana wydaje się wynikać także z przeczucia, że poszukiwanie miłości jest złudzeniem, a wymogi społeczne krępują jednostkę.

## Muzycy
- Bob Dylan – pianino, gitara, harmonijka, wokal

Sesja druga
- Al Kooper – gitara, pianino, wokal
- Charlie Daniels – gitara basowa
- Ron Cornelius – gitara
- George Harrison – gitara
- Russ Kunkel – perkusja

sesja czwarta
- Al Kooper – gitara, pianino, wokal
- Charlie Daniels – gitara basowa
- Ron Cornelius – gitara
- Russ Kunkel – perkusja
- Hilda Harris – chórki
- Albertine Robinson – chórki
- Maeretha Stewart – chórki

## Dyskografia
- Biograph (1985)

## Wykonania piosenki przez innych artystów
- Judy Collins – Whales & Nightingales (1970)
- Rachel Faro – Refugees (1970)